# Csuklyás cerkóf

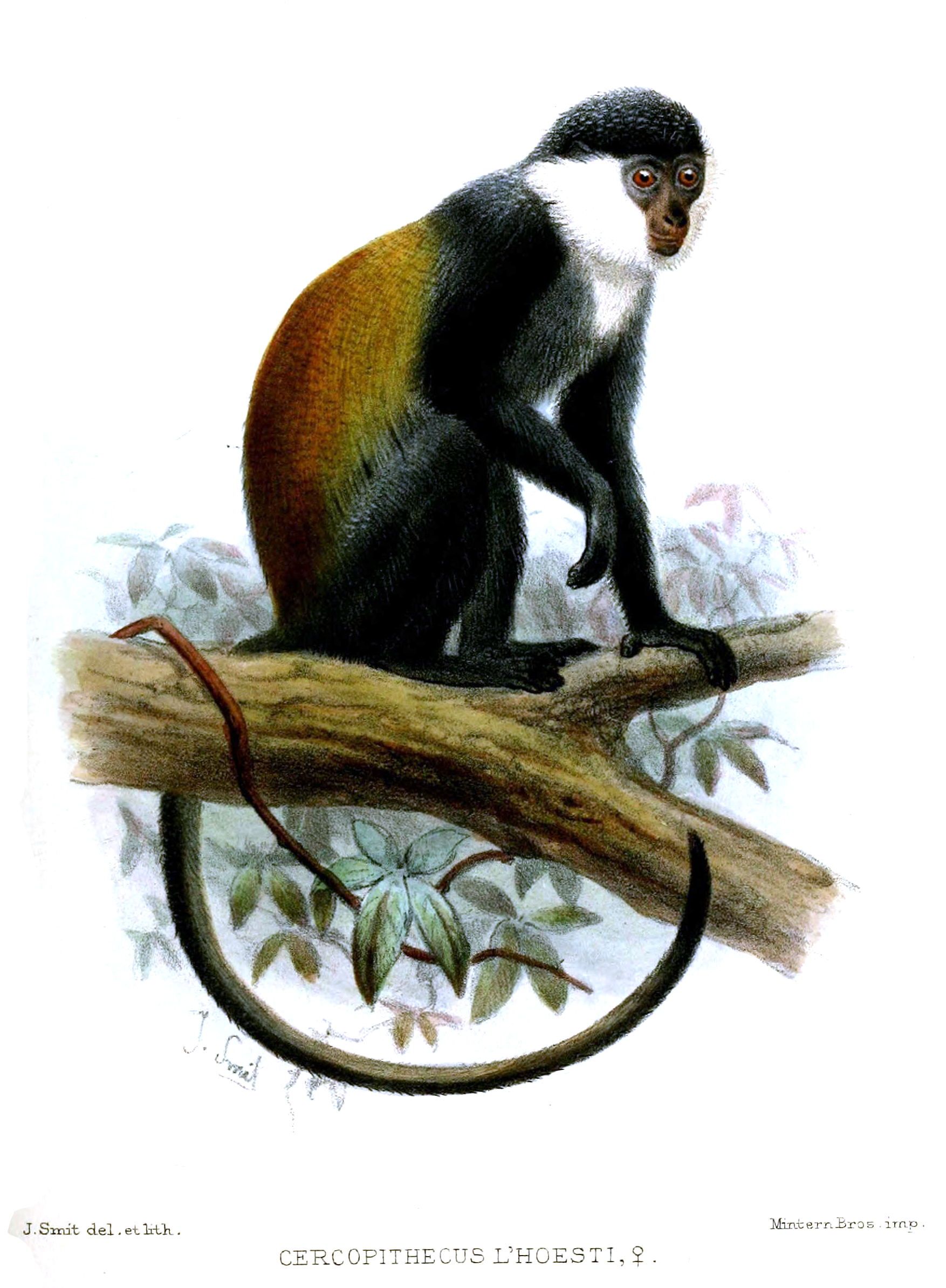

A csuklyás cerkóf (Cercopithecus lhoesti) az emlősök (Mammalia) osztályának a főemlősök (Primates) rendjéhez, ezen belül a cerkóffélék (Cercopithecidae) családjához és a cerkófmajomformák (Cercopithecinae) alcsaládjához tartozó faj.
A Cercopithecus nemen belül a Lhoesti csoportba tartozik, közeli rokon fajai a szakállas cerkóf (Cercopithecus preussi) és a napfarkú cerkóf (Cercopithecus solatus).

## Elterjedése, élőhelye
Ez a faj az északkeleti Kongó-medencében, a Kongói Demokratikus Köztársaság keleti részén, a Lualaba folyótól keletre, az Ituri-esőerdőben, Ruandában valamint Uganda nyugati részén, a Kigezi körzet délnyugati részén és a Rwenzori-hegységben él. Fő elterjedési területén kívül elszigetelt populációi élnek Ugandában a Kibale-erdei Nemzeti Parkban, a Kalinzu-erdei Rezervátumban, a Rwenzori-hegység Nemzeti Parkban, a Maramagambo-erdei Rezervátumban, és a Bwindi Nemzeti Parkban, Ruandában a Nyungwe Nemzeti Parkban valamint a Kongói Demokratikus Köztársaságban a Virunga Nemzeti Parkban és a Kahuzi-Biéga Nemzeti Parkban. Jelenléte Burundi területén nincs megerősítve. Elterjedési területén belül akár 2900 m magasságon is megtalálható. Különféle erdős területeken él, többek közt galériaerdőkben, síkvidéki esőerdőkben, erdős szavannán, hegyoldalakon.

## Megjelenése
Afrika egyik legszebb főemlőse. Finom vonású, fekete pofáját élénk fehér színű nyakszőrzet keretezi. Másik jellegzetessége a mélyen ülő, narancsszínű szeme, melyet szőr nélküli bőr vesz körül, ez a bőr a hímeknél halvány ibolyaszínű. Teste és hosszú lába egy gesztenye színű nyerget kivéve fekete, helyenként  őszes szürke szőrzettel. Hosszú farkának töve vastag, farka  fekete színű bojtban végződik  A kifejlett hímek súlya (6 kg) kétszerese lehet a nőstényének, herezacskójuk feltűnő, élénk kék színű. Az újszülöttek barna színűek, színük két-három hónapos korukra kezd a felnőttek színére hasonlítani.
A faj különlegessége, hogy csak a csuklyás cerkóf és egy nagyon közeli rokona, a szakállas cerkóf az a két óvilági majom, amely képes a farkát kapaszkodásra is használni. Erre rajtuk kívül – igaz, jóval ügyesebben – csak egyes újvilági majmok képesek.

## Életmódja
A csuklyás cerkóf csoportokban él, melyben egy hím és 10–17 nőstény illetve fiatal egyed él. A csoport tagjai szoros kötelékben élnek, melyet a kölcsönös kurkászás erősít meg. A csuklyás cerkóf, más cerkófmajomformákkal összehasonlítva inkább a talajszinten él, a talajszinten közlekedik, a ragadozók elől futva menekül.
Alvás céljából csoportosan a fákra vonulnak vissza, ahol a ragadozóktól biztonságban érezhetik magukat. A fiatal egyedek gyakran összefonják farkukat anyjukéval.

## Táplálkozása
Nemcsak alvás, hanem többnyire táplálkozás céljából is a fák magaslatait választják. Táplálékukat gyümölcsök, a fák, bokrok fiatal levelei és hajtásai alkotják. Elfogyasztják a gerincteleneket is, alkalmanként páfrányok hajtásait, gombákat és zuzmókat is esznek. Más cerkófmajomfélékhez hasonlóan gyakran gyűjtögetik táplálékukat más majomfélékkel együtt, kihasználva azt, hogy a többi faj is figyelmeztethet a ragadozók közeledtére.

## Szaporodása
A csuklyás cerkóf az évszakokhoz igazítva párzik, az időzítés a területtől függően változó. Körülbelül öt hónapos vemhesség után az anya egyetlen utódnak ad életet. Az ellés általában éjszaka történik, általában a száraz évszak végeztével, amikor a szoptatáshoz szükséges eső a legbőségesebb. Az anya a méhlepényt elfogyasztja, az újszülöttet tisztára nyalja. A csoport többi nőstény tagja nagy érdeklődést mutat az újszülött iránt. Az újszülött teljes szőrzettel, nyitott szemmel születik. Néhány hónap után a szoptatás kevésbé gyakorivá válik, de körülbelül az utód kétéves koráig megmarad, amikor az anya újabb utódnak ad életet. A hímnemű utód, ivarérettségét elérve elhagyja a csoportot. Fogságban akár 30 évig is élhet.

## Természetvédelmi helyzete
A faj elterjedési területének keleti részén a mezőgazdasági célú erdőirtások miatt jelentősen csökken az élőhelye. Egyes területeken húsáért is vadásszák.
A Természetvédelmi Világszövetség a sebezhető kategóriába sorolja. A fajt Ruanda, Uganda és Burundi (itt még nem erősítették meg előfordulását) területén törvény védi.

## Egyéb
A csuklyás cerkóf egyike a fogságban legritkábban tartott cerkófoknak. A világ állatkertjeiben nagyjából 50 egyede élhet csupán.
A faj esetében a legfőbb problémát az jelenti, hogy az alapító csapat, amelyből a mai egyedek származnak, nagyon kis létszámú volt. Vagyis igen nagy és nehezen elkerülhető a beltenyész-tettség kialakulása. Ez azért jelent nagy veszélyt, mert ennek révén nagyobb arányban jelennek meg az öröklött betegségek, ami az állatkerti populáció fennmaradását veszélyezteti. A koordinátorok egyik fontos feladata tehát a genetikai változékonyság megőrzése, ami ilyen esetekben nehéz feladat, és nagyfokú együttműködést igényel a programban  részt vevő állatkertek között.
Magyarországon korábban sehol sem tartották a fajt, de 2009 március elején 3 példány (1 hím és két nőstény) érkezett a Szegedi Vadasparkba, a két nőstény a franciaországi La Palmyre-i, míg a fiatal hím a Párizsi Állatkertben született.